# Station Heathrow Terminal 4
Heathrow Terminal 4 is een spoorwegstation van de Luchthaven London Heathrow in Engeland. Het station is eigendom van Heathrow Airport Holdings en wordt beheerd door Heathrow Express. Het station werd geopend in 1998. Het station ligt naast het metrostation Heathrow Terminal 4 aan de Piccadilly Line.

## Heathrow Express
Het station is geopend als eindpunt van de Heathrow Express die eveneens op 23 juni 1998 ging rijden tussen Heathrow Terminal 4 en London Paddington, met Heathrow Terminals 1,2,3 als enige tussenstation. In 2005 werd naast de Heathrow Express, die niet stopte tussen Heathrow en Paddington, de Heathrow Connect geïntroduceerd, een stoptrein die dezelfde route volgde maar tegen een lager tarief. In 2008 ging de Heathrow Express rijden van en naar Heathrow Terminal 5 in plaats van Terminal 4. Tussen Terminal 4 en Heathrow Central ging een pendeldienst rijden, terwijl Heathrow Connect alleen nog op zondag naar Terminal 4 doorreed en de rest van de week eindigde in Heathrow Central. 

## Elizabeth Line
In 2008 werd de Crossrail Act goedgekeurd, waarmee Transport for London (TfL) en het ministerie van verkeer toestemming kregen voor de bouw van een stadsgewestelijke oost-west lijn onder het centrum van Londen. Zowel aan de oost- als aan de westkant werden trajecten toegevoegd door bestaande spoorlijnen, waaronder de Heathrowtak, aan te passen voor de stadsgewestelijke dienst. Vooruitlopend op de voltooiing van de lijn, die in 2016 Elizabeth line genoemd werd, nam TfL op 20 mei 2018 de stoptreindiensten (Heathrow connect) naar Heathrow over onder de naam TfL Rail. TfL Rail onderhield de diensten met een frequentie van een keer per kwartier. Op 17 mei 2022 werd de Elizabeth Line geopend en sinds 24 mei 2022 rijden de stoptreinen naar Heathrow onder deze naam. Terminal 4 werd in verband met de covidpandemie gesloten op 9 mei 2020 voor onbepaalde tijd gesloten, zo ook de stations van trein en metro. De heropening vond plaats op 14 juni 2022.      